# Ongestreepte grondeekhoorn
De ongestreepte grondeekhoorn (Xerus rutilus) is een Afrikaanse grondeekhoorn, die algemeen voorkomt in de Hoorn van Afrika.

## Kenmerken
De ongestreepte grondeekhoorn is een kleine grondeekhoorn. Hij heeft een dichte, ruwe vacht. Hij is van de andere Afrikaanse grondeekhoorns te onderscheiden door de streeploze vacht. De bovenzijde van het lichaam is grijsbruin van kleur, de onderzijde is zeer bleek grijs, bijna wit. De kop is bruin met een meer taankleurig gezicht. Ook de voorpoten zijn taankleurig. Langs de grote, zwarte ogen loopt een witte ring. De lange pluimstaart is grijs met zwart van kleur. De oren zijn vrij klein. De poten hebben lange klauwen, waarmee hij kan graven.
De ongestreepte grondeekhoorn heeft een kop-romplengte van 20 tot 26 centimeter, een staartlengte van 18 tot 23 centimeter en een lichaamsgewicht van 300 tot 335 gram.

## Leefwijze
Overdag zoekt hij naar voedsel, zoals plantenwortels, peulvruchten, zaden, vruchten, stengels, bladeren en soms insecten. Van tijd tot tijd staat de grondeekhoorn op zijn achterpoten en zoekt hij naar eventueel gevaar. De ongestreepte grondeekhoorn leeft voornamelijk op de grond; hij klimt zelden in bomen. Hij overnacht in een zelfgegraven ondergronds gangenstelsel, die kan bestaan uit een enkele gang, maar ook uit een netwerk van gangen, kamers en ingangen.

## Verspreiding
De ongestreepte grondeekhoorn is een bewoner van droge halfwoestijnen, steppen en savannen in Kenia, Noordoost-Tanzania, Somalië, Ethiopië, Eritrea en de Rode Zeekust van Soedan.